# 坎普斯頓山
坎普斯頓山（英語：Cumpston Massif）是南極洲的山峰，位於麥克羅伯特森地，長14公里、寬10公里，海拔高度約2,070米，該山峰在1956年11月由澳大利亞探險隊發現，現時受南極條約體系管理。

## 外部連結
- Scientific Committee on Antarctic Research (SCAR)

73°33′S 66°53′E / 73.550°S 66.883°E